# Emmerhout

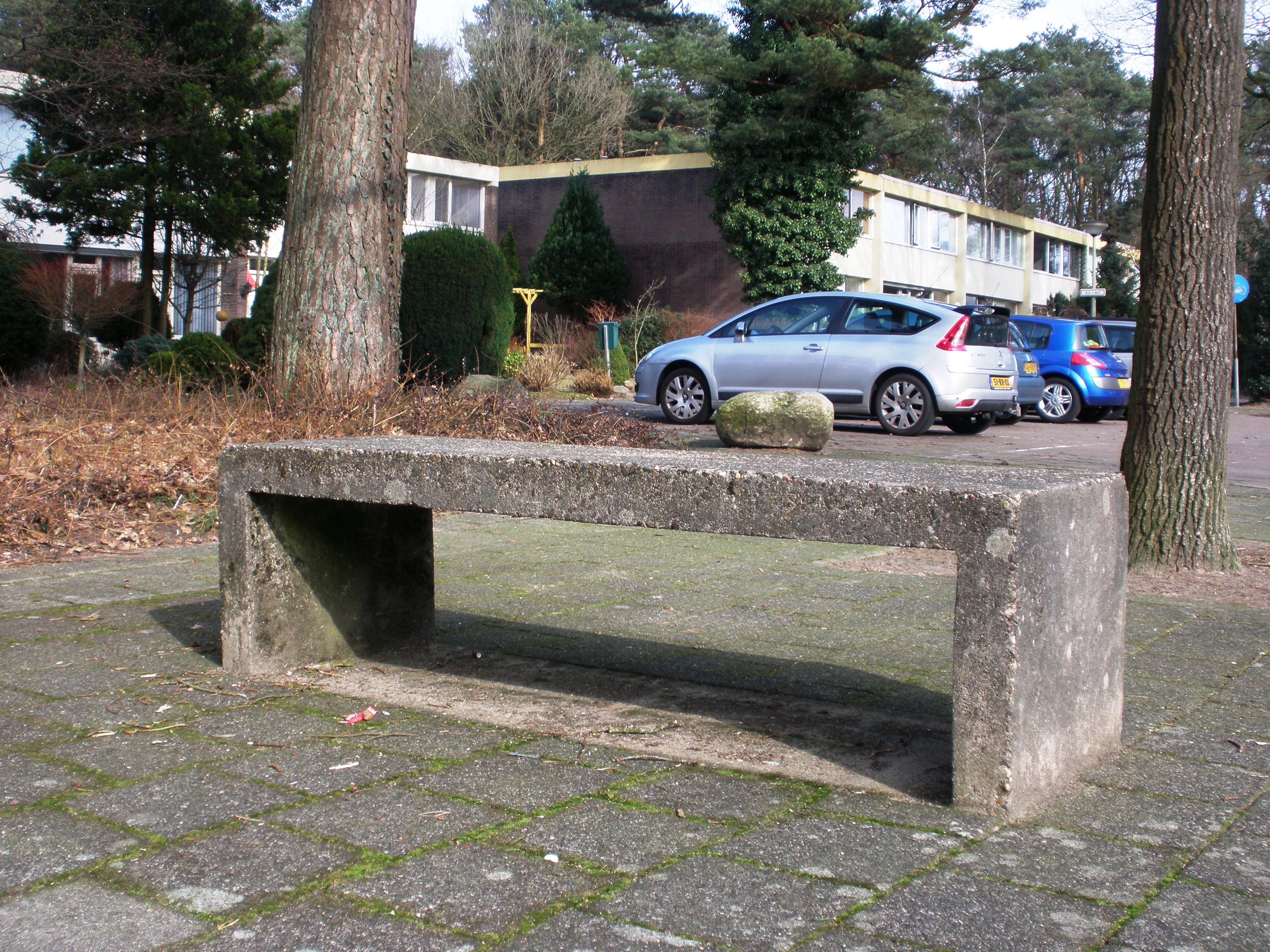
Betonnen rechthoekig bankje, de vorm die telkens terugkeert in de architectuur van de wijk

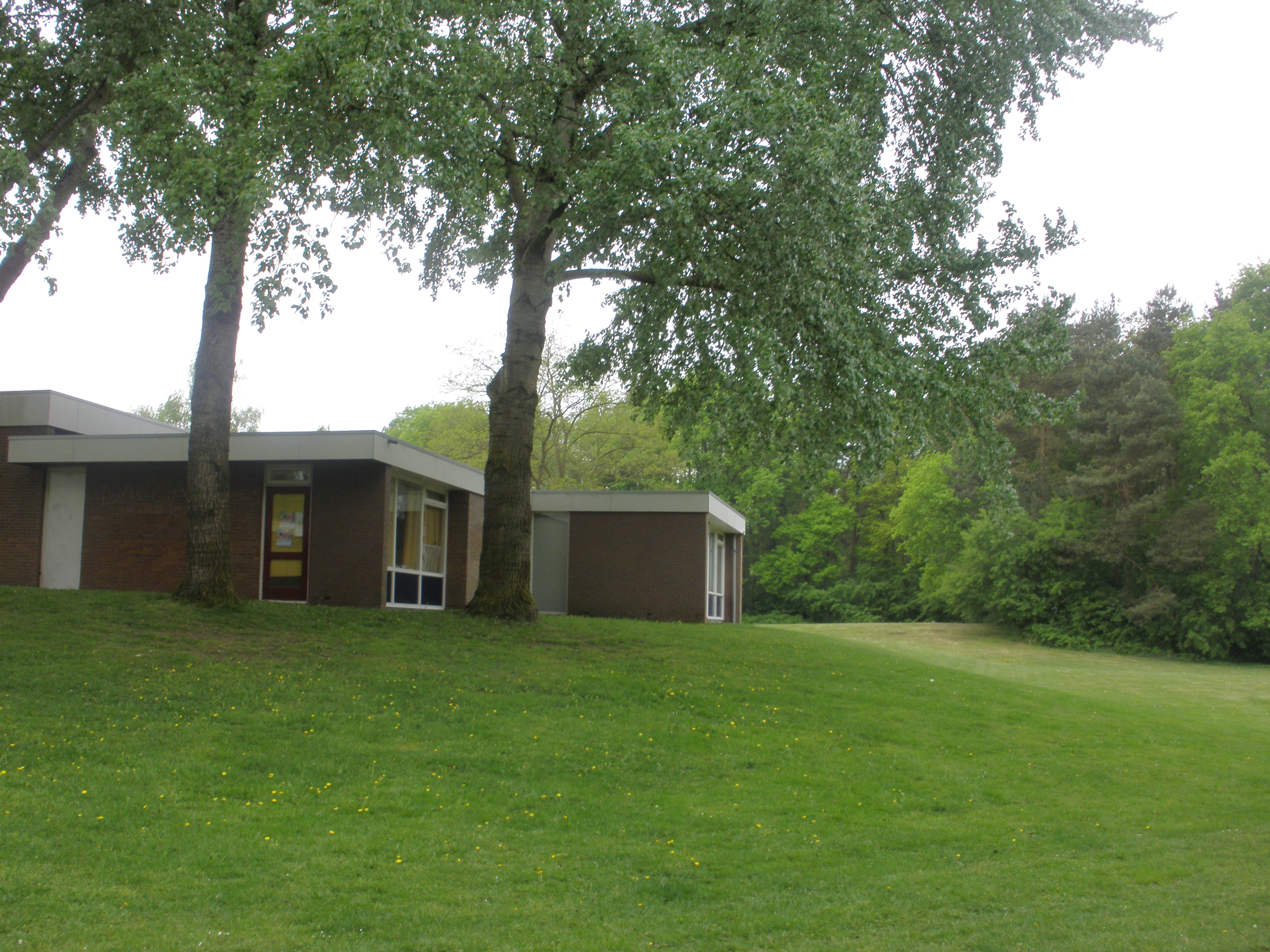
De natuurlijke hoogteverschillen zijn nog zichtbaar

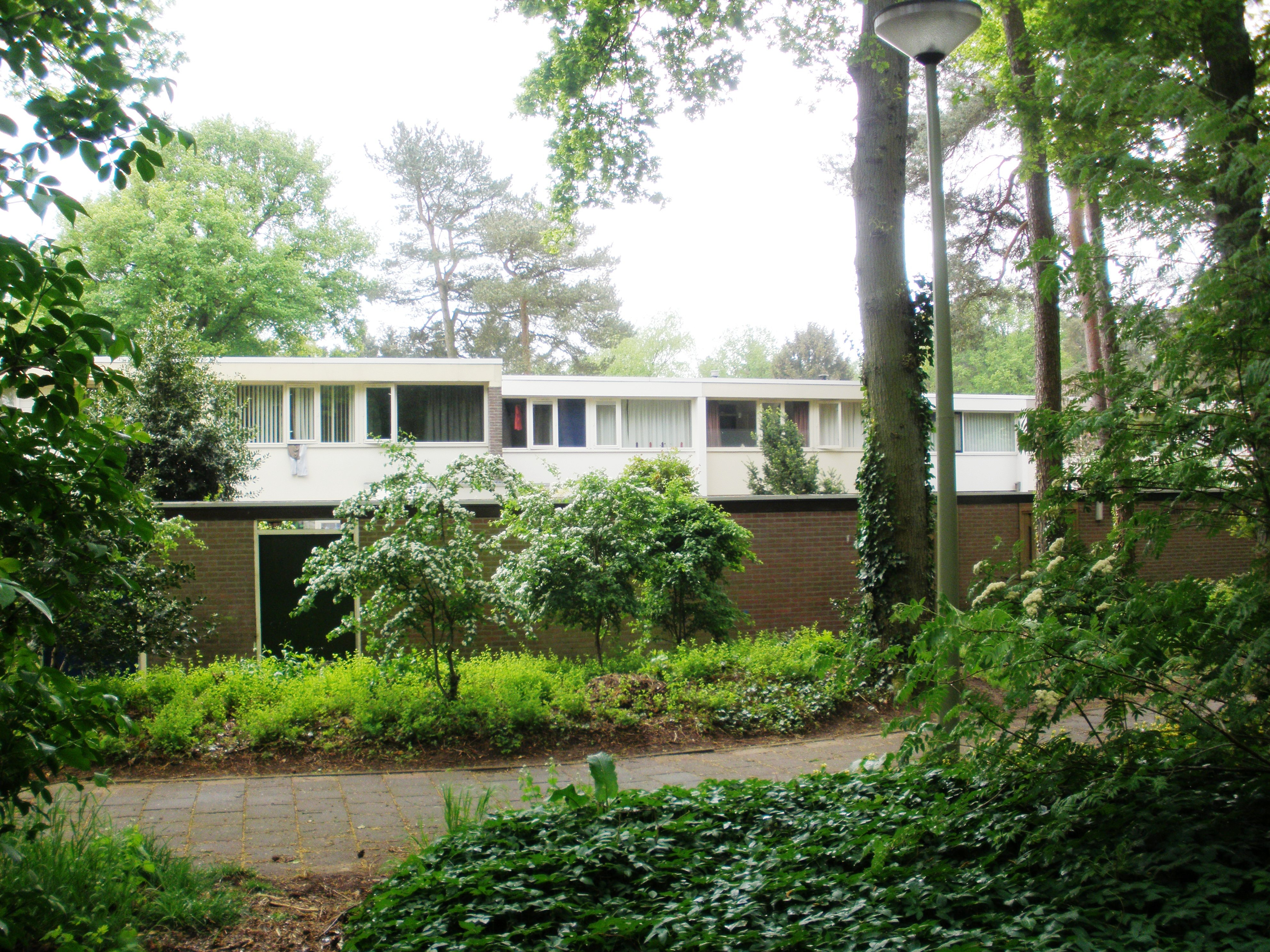
Een bosrijke en groene woonomgeving

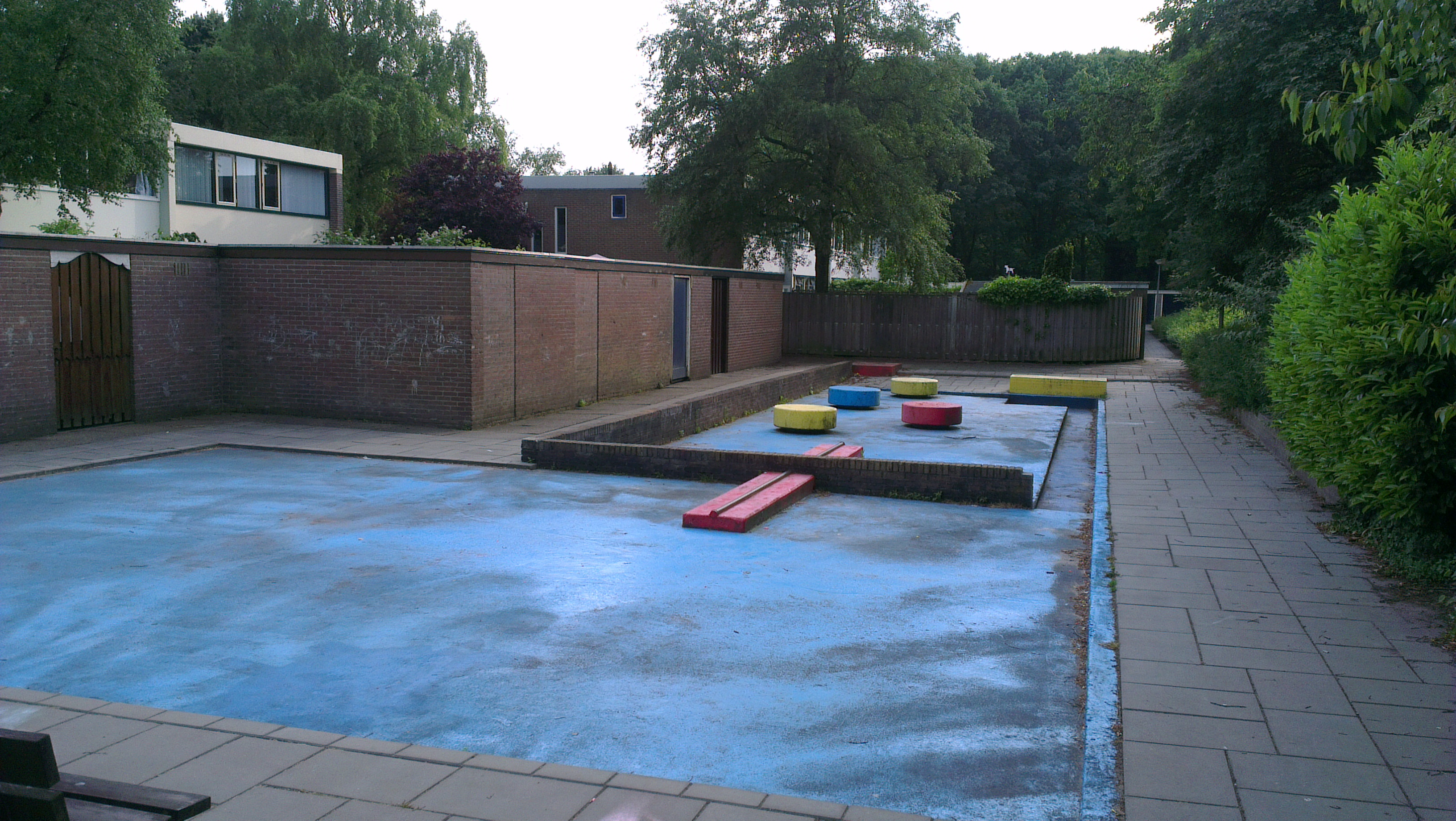
Fonteintjes

Emmerhout (Drents: Emmerholt) is een wijk in de plaats Emmen (Nederlandse provincie Drenthe), die werd gebouwd in de tweede helft van de jaren 60 en in de eerste helft van de jaren 70 van de twintigste eeuw. De wijk bevindt zich langs de rand van het bosgebied Emmerdennen. Daar bevindt zich ook het Zandmeertje in het bos.

## Geschiedenis
Op de plaats van de huidige woonwijk zijn nederzettingssporen gevonden uit verschillende perioden: het neolithicum (trechterbekercultuur, enkelgrafcultuur), de bronstijd en de ijzertijd. Emmerhout trok tijdens de bouw (inter)nationaal veel aandacht en wordt nu nog tot stedenbouwkundig erfgoed gerekend. Bij de totstandkoming van de wijk speelde de architect Arno Nicolaï een belangrijke rol.

## De wijk
De wijk is gebouwd op een plaats waar van nature veel kleine heuvels voorkomen. De hoogteverschillen zijn nog zichtbaar in de wijk. Zo staat De Eekharst bijvoorbeeld op een heuvel en wordt het hoogteverschil tussen de twee pleinen opgevangen met een speelwand. Emmerhout is ruim opgezet en heeft veel groen. Het is opgezet naar Fins model, waar wonen tussen het groen destijds gangbaar was. Emmerhout was samen met Angelslo de eerste wijk met gescheiden verkeersstromen: auto's en fietsen hebben hun eigen weg. De wijk kent dan ook veel fietspaden die geheel gescheiden zijn van de autoweg. De fietspaden lopen regelmatig door stukken bos. In de wijk zijn veel zwerfkeien te vinden. Deze kwamen tevoorschijn uit de grond toen de wijk werd gebouwd en zijn vervolgens op een natuurlijke wijze erin verwerkt. Op sommige plekken staan grote zwerfkeien opgesteld als speelgelegenheid voor kinderen. Op het bovenplein van De Eekharst staat ook een grote zwerfkei. Op sommige plaatsen zijn kleine zwerfkeien gebruikt als bestrating. Achter de huizen op het eerste erf van Laan van de Eekharst bevindt zich een kleine trap die is gevormd van zwerfkeien.
De meeste huizen hebben platte daken en zijn oorspronkelijk gebouwd voor fabrieksarbeiders. Emmerhout was de eerste Nederlandse wijk met woonerven. Ieder woonerf heeft een andere kleur huisnummerbordjes: wit, groen, rood, geel, blauw. In de opzet van de wijk zijn vier waterspeelplaatsen opgenomen die door de bewoners worden onderhouden en beheerd. Deze waterspeelplaatsen zijn in 2008 gerenoveerd.
De architectuur van de wijk Emmerhout kenmerkt zich door strakke geometrische vormen, waarbij vooral de rechthoek regelmatig terugkeert. Dit is terug te zien in de vormgeving van de huizen: de huizenblokken met platte daken, brede dakplaat en de betonnen plaat onder de ramen van de bovenverdieping. De Apolloflats hebben een rechthoekig raampje in de balustrade van het balkon. De speelwand van De Eekharst bestaat uit rechthoekige vlakken. In de wijk staan eenvoudige rechthoekige betonnen bankjes. De metalen lichtunits op de muren van de sporthal naast De Eekharst hebben dezelfde vorm als de bankjes. Ook op de plattegrond van de wijk is de rechthoekige vorm terug te zien. De kleuren rood, wit en blauw keren regelmatig terug. In het winkelcentrum en ook op het monument bij de ingang van de wijk waren dit tot voor kort de basiskleuren. Het monument is in 2021 overgeschilderd.
Het Winkelcentrum Emmerhout vormt het middelpunt van de wijk. Het gebied rond het winkelcentrum wordt gekenmerkt door veel hoogbouw, met onder andere de Woontoren Emmerhout. Deze toren was, met een hoogte van 55 meter, bij oplevering de hoogste woontoren van Noord-Nederland. Het oorspronkelijke winkelcentrum lag onder het maaiveld. De Houtweg liep hier middels een viaduct over het winkelcentrum heen. In 2010 is gestart met de sloop van het oude winkelcentrum. In november 2012 werd het nieuwe winkelcentrum in gebruik genomen met de opening van een paar supermarkten en andere winkels. Na de opening werd het genomineerd voor de NRW Jaarprijs 2013, de prijs voor het beste winkelcentrum van Nederland.
De Houtweg verbindt de verschillende straten, lanen, met elkaar. Zo is er een Laan van de Bork, Laan van het Kwekebos, Laan van de Eekharst, een Laan van de Marel, een Laan van de Iemenhees en een Laan van het Kinholt. Deze lanen zijn vernoemd naar Drentse bossen.

## Voorzieningen
- Winkelcentrum
- Diverse scholen: De Eekharst

## Afbeeldingen

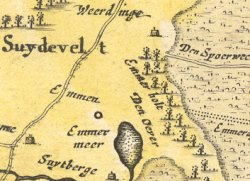
Emmerhout (Emmer Holt) op een kaart uit 1634
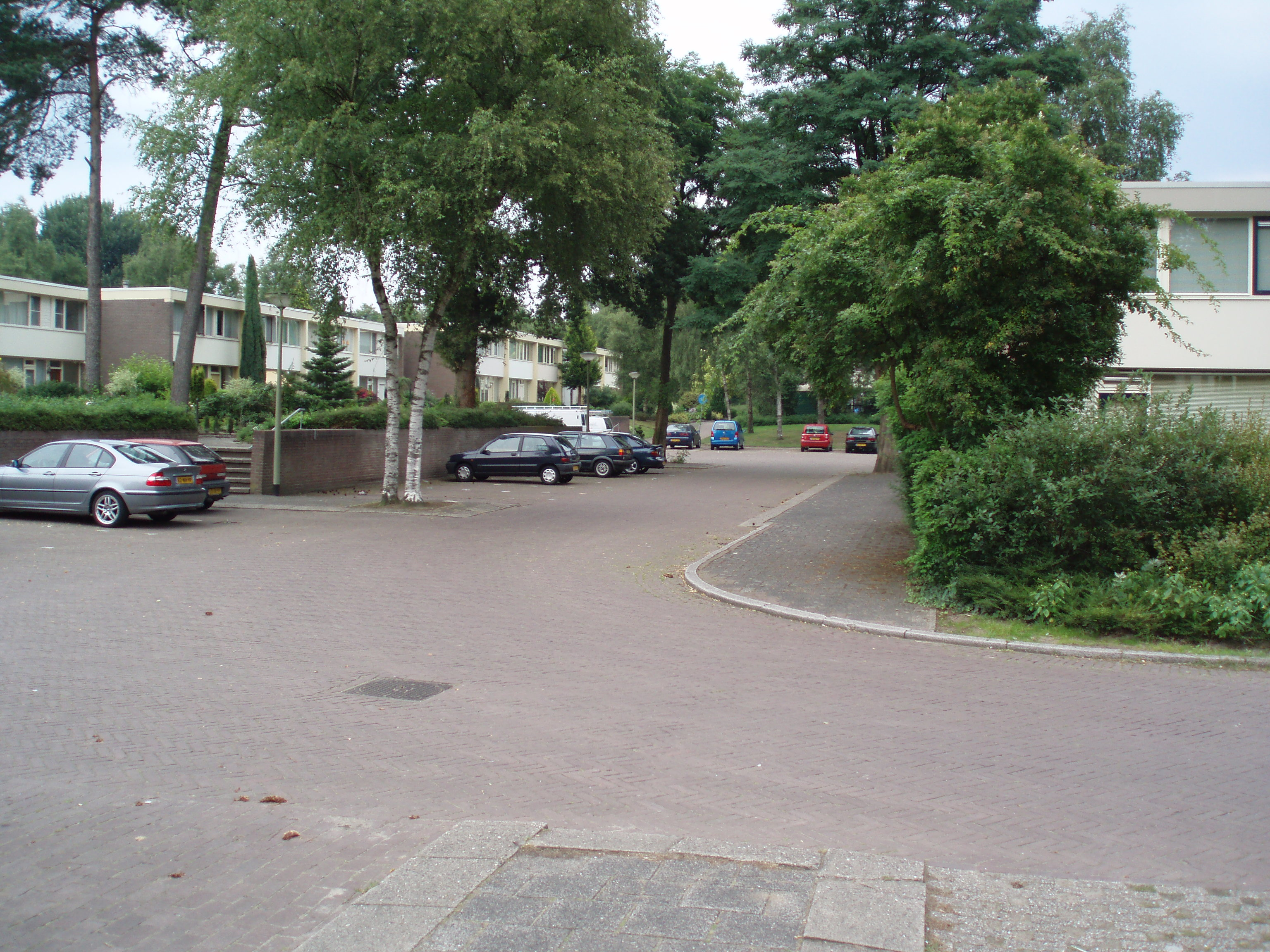
Laan van de Eekharst met huizen die rond een erf zijn gesitueerd
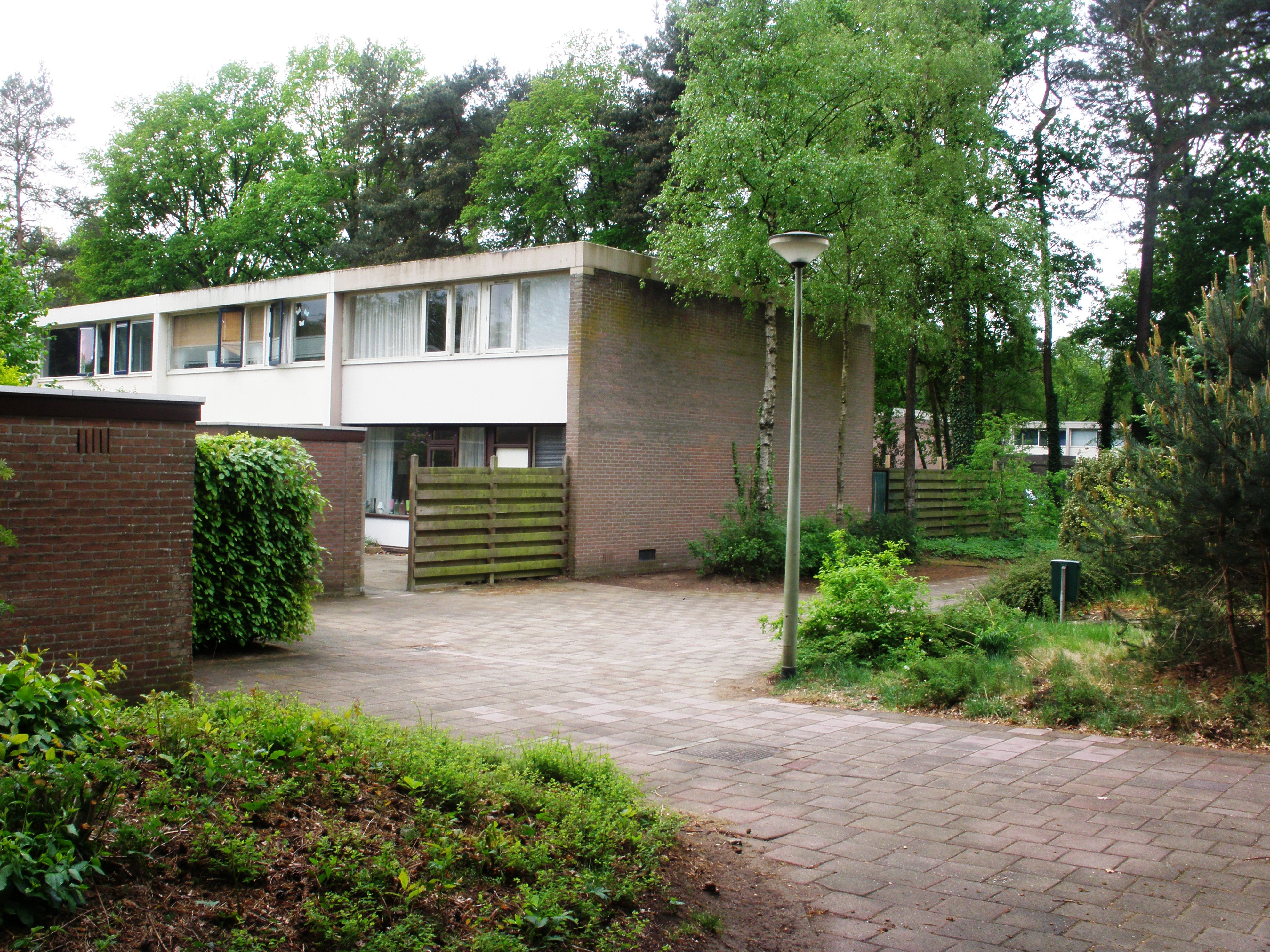
De rechthoek keert telkens terug
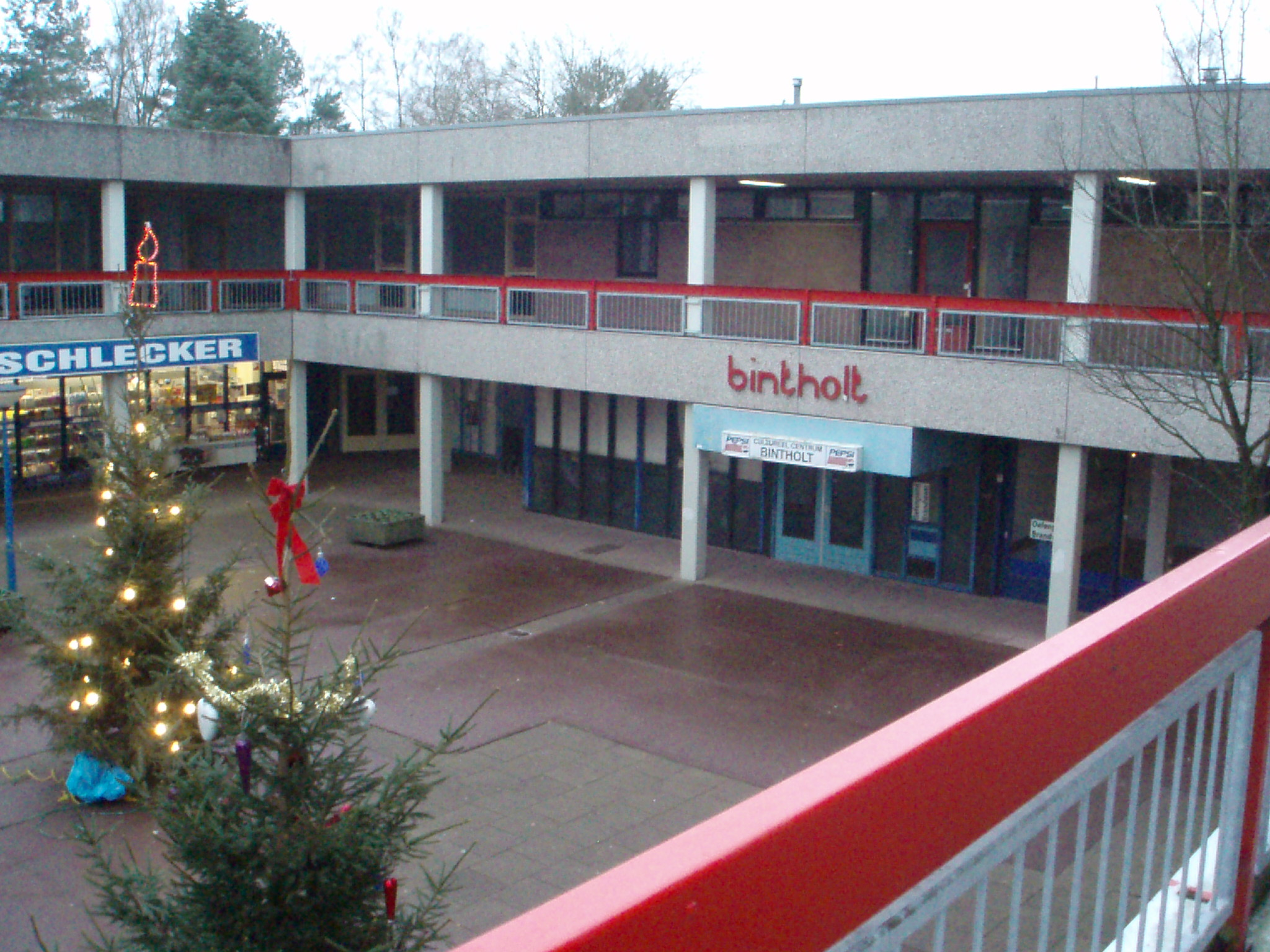
Ook de kleuren rood, wit, blauw keerden terug in het inmiddels gesloopte oude winkelcentrum
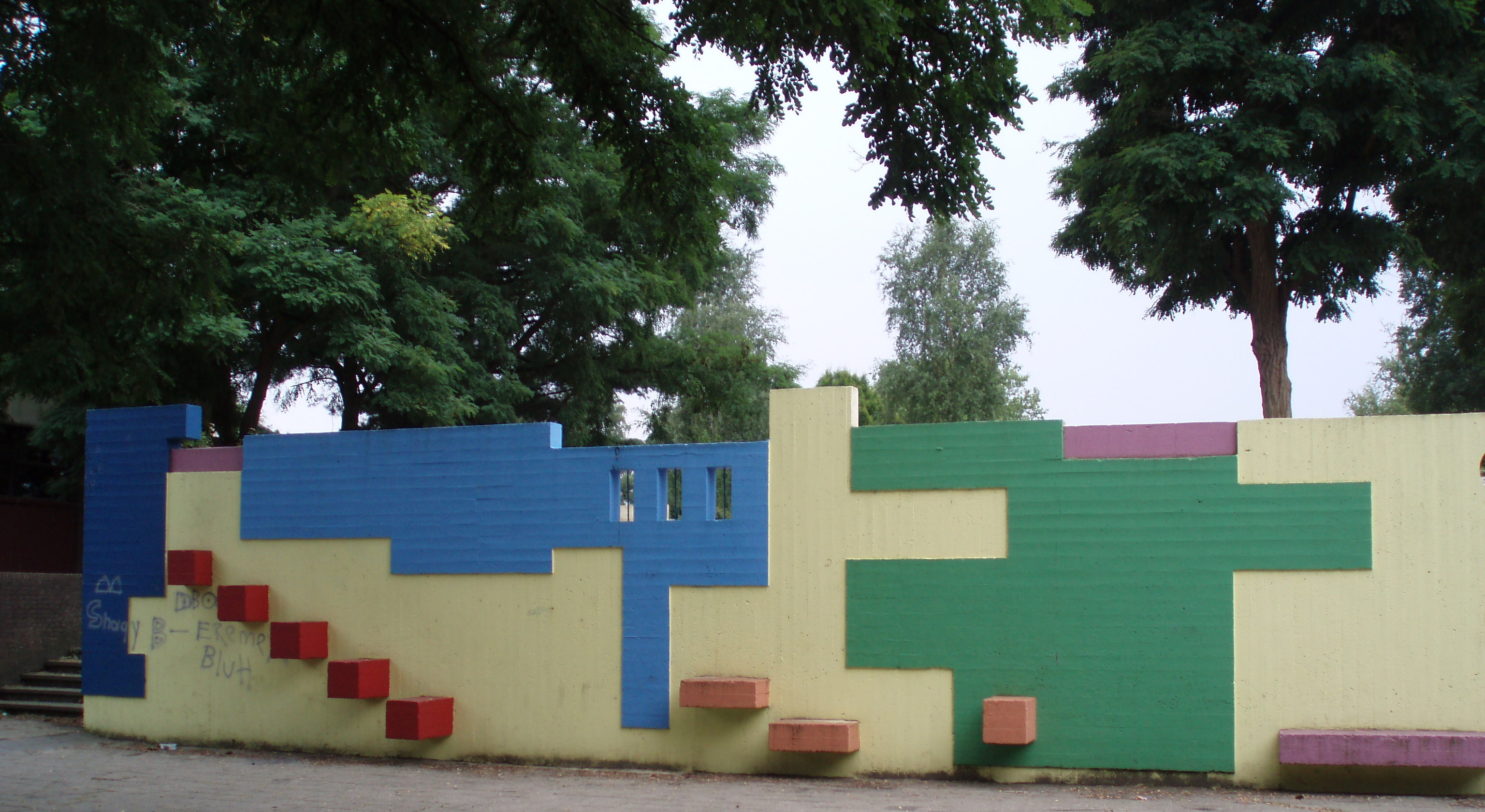
Geometrische vormen op de speelwand van De Eekharst
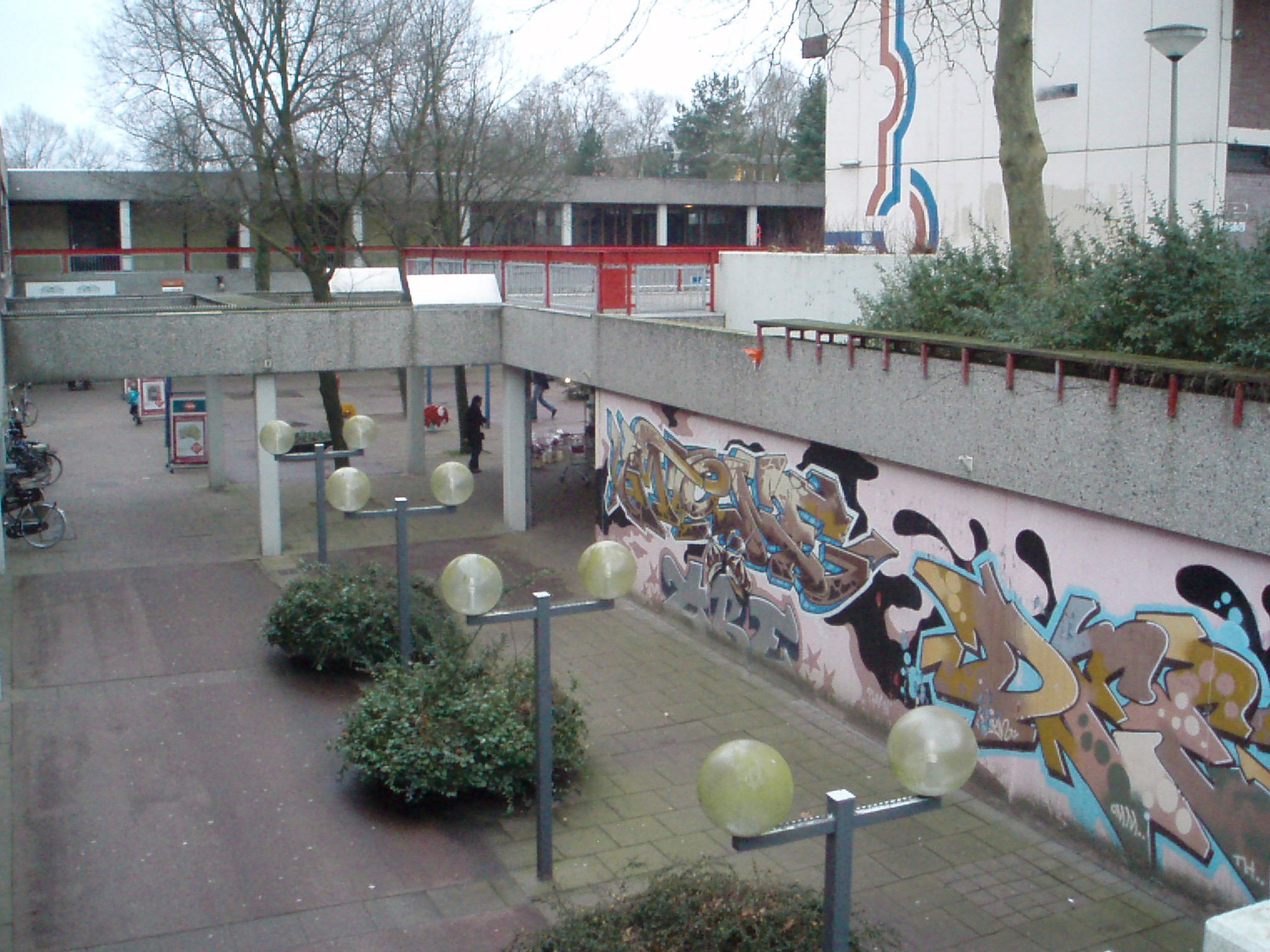
Winkelcentrum Emmerhout had hoogteverschillen en was gedeeltelijk aangelegd onder de Houtweg
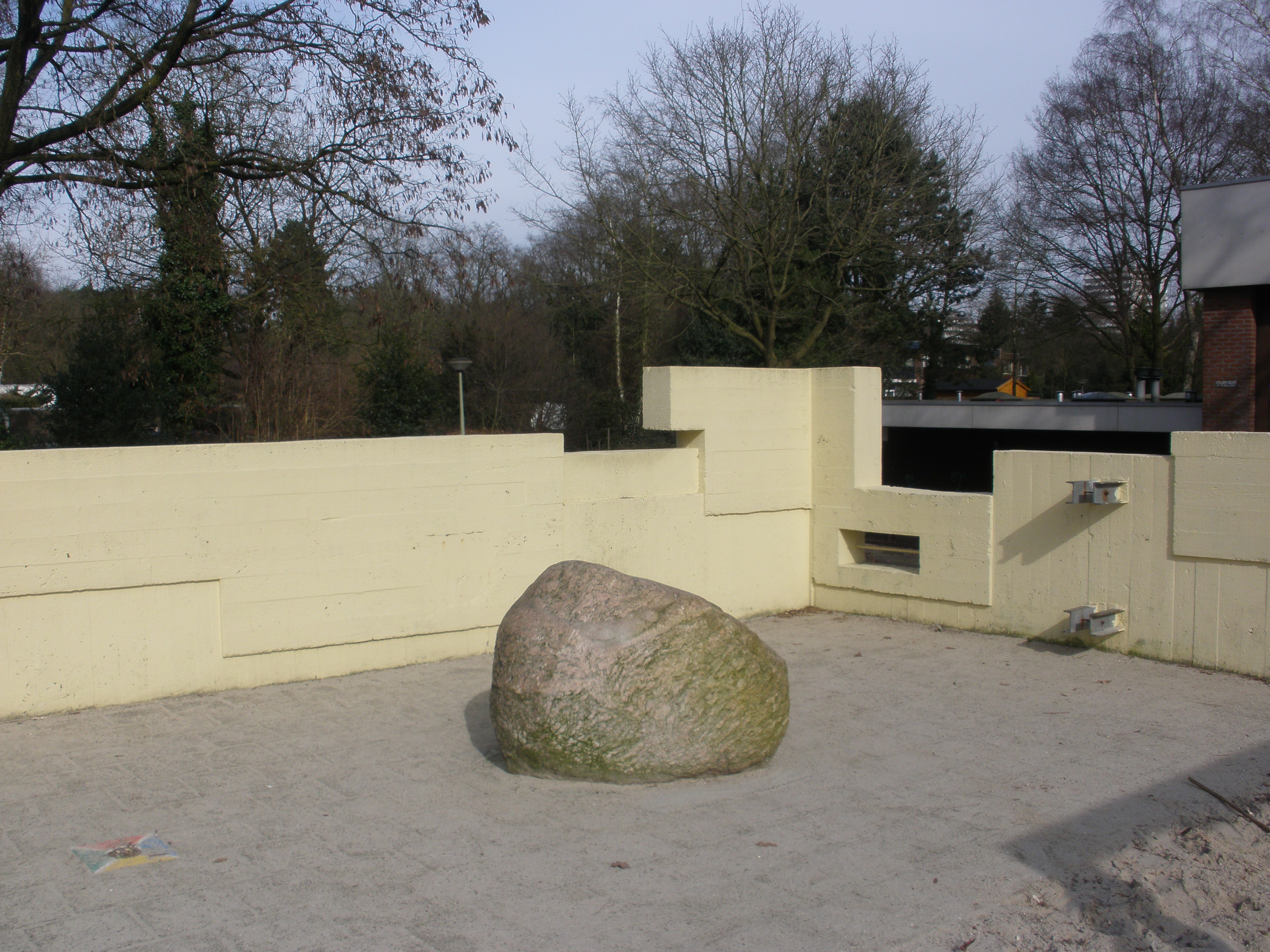
In de wijk zijn veel zwerfkeien te vinden
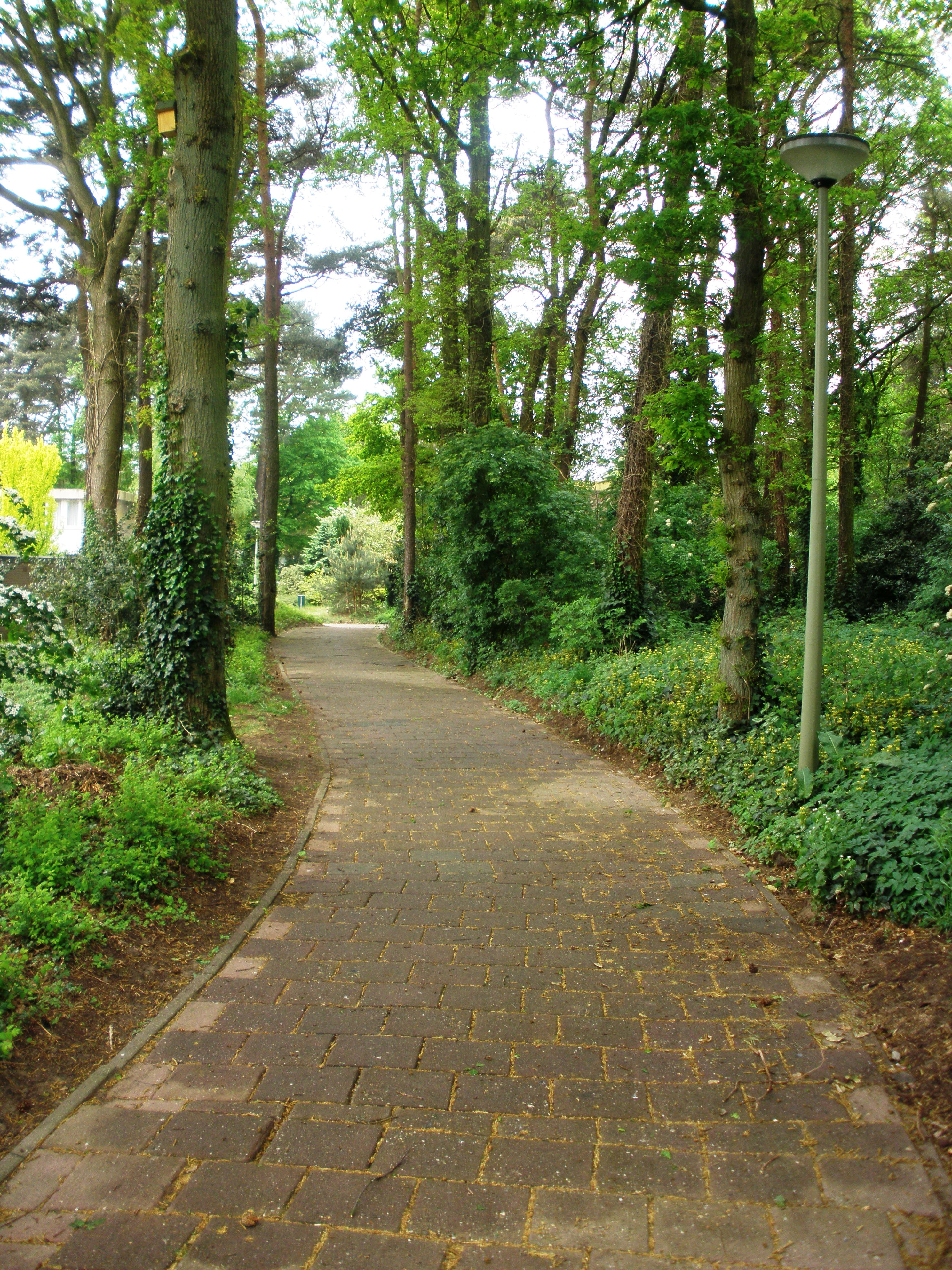
Fietspaden zijn gescheiden van de weg en lopen ook door het bos
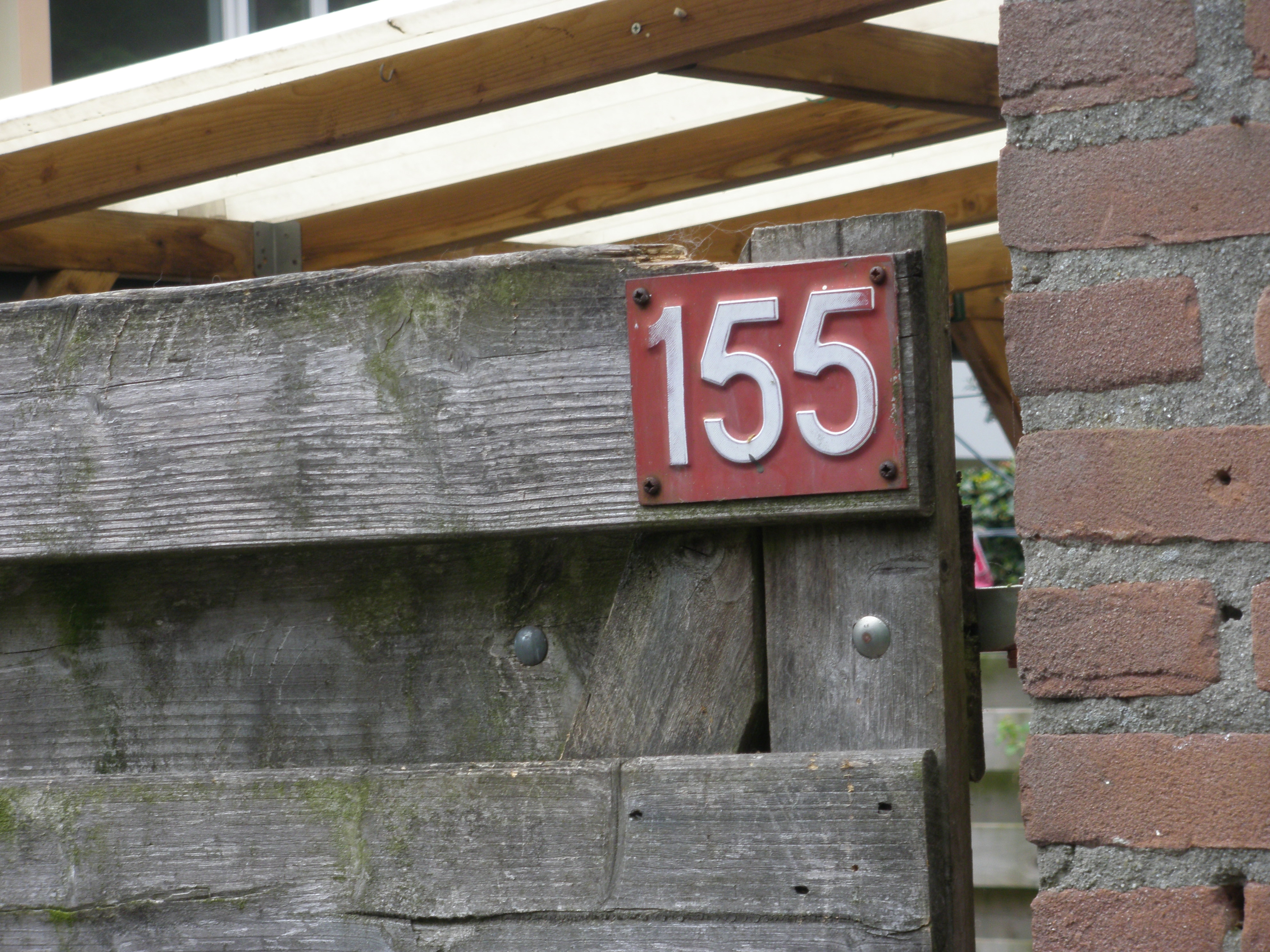
Ieder erf heeft een andere kleur huisnummerbordjes: wit, rood, geel, blauw
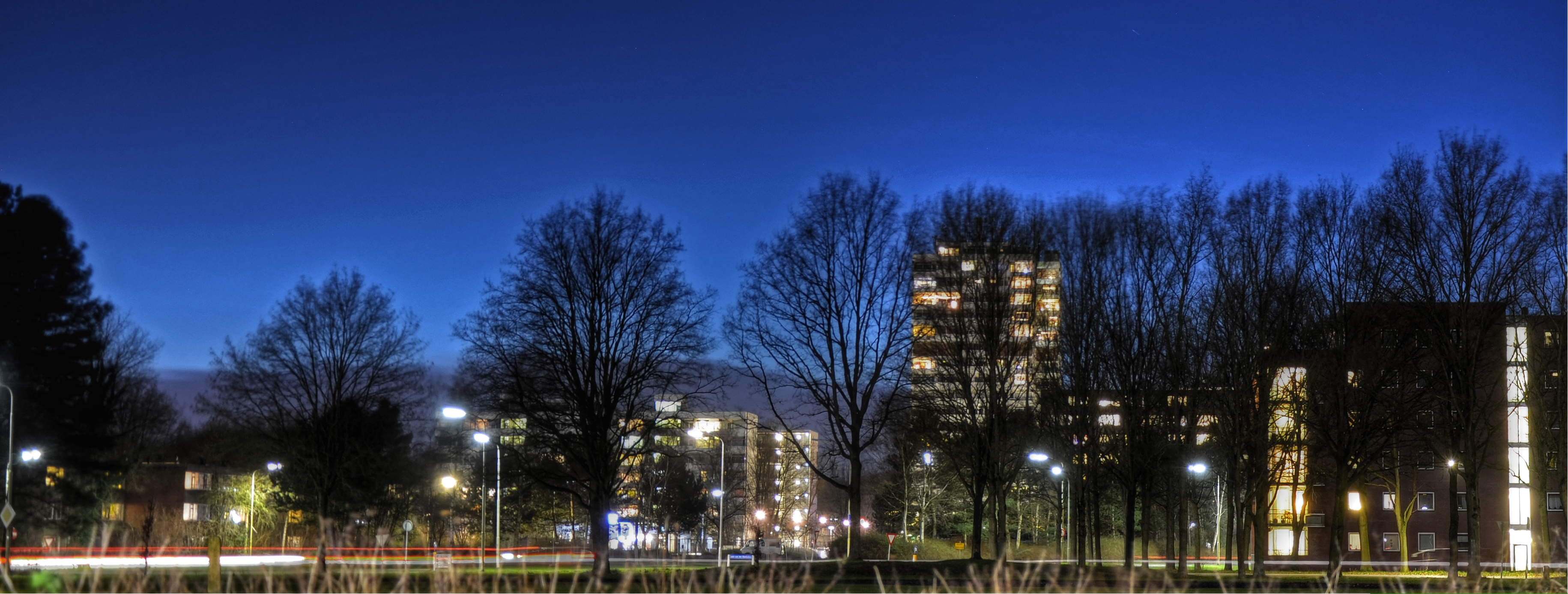
De skyline van Emmerhout na zonsondergang.